# Zuzana Hejnová
Zuzana Hejnová (ur. 19 grudnia 1986 w Libercu) – czeska lekkoatletka, płotkarka, wicemistrzyni olimpijska z Londynu, mistrzyni świata.
Jej koronną konkurencją jest bieg na 400 metrów przez płotki jednak jest bardzo wszechstronną zawodniczką, ma w swoim dorobku tytuły mistrzyni Czech m.in. w biegu na 400 metrów oraz pięcioboju lekkoatletycznym. Największe sukcesy odnosi jednak w biegu na 400 metrów przez płotki:
- złoty medal mistrzostw świata juniorów młodszych (Sherbrooke 2003)
- brąz podczas mistrzostw Europy juniorów (Tampere 2003)
- srebrny medal mistrzostw świata juniorów (Grosseto 2004)
- złoty medal mistrzostw Europy juniorów (Kowno 2005)
- brąz podczas młodzieżowych mistrzostw Europy (Debreczyn 2007)
- 7. miejsce na Igrzyskach Olimpijskich (Pekin 2008)
- 3. miejsce podczas superligi drużynowych mistrzostw Europy (Leiria 2009)
- brązowy medal (po dyskwalifikacji za doping trzecich na mecie Jamajek) na halowych mistrzostwach świata (Sztafeta 4 × 400 m, Ad-Dauha 2010)[2]
- 1. miejsce podczas superligi drużynowych mistrzostw Europy (Sztokholm 2011)
- srebrny medal igrzysk olimpijskich (Londyn 2012)[1]
- brąz halowych mistrzostw Europy w sztafecie 4 × 400 m (Göteborg 2013)
- złoto mistrzostw świata (Moskwa 2013)
- zwyciężczyni łącznej punktacji Diamentowej Ligi 2013 w biegu na 400 metrów przez płotki[3]
- złoto mistrzostw świata (Pekin 2015)
- 4. miejsce podczas igrzysk olimpijskich (Rio de Janeiro 2016)
- srebro halowych mistrzostw Europy (Belgrad 2017)
- 4. miejsce podczas mistrzostw świata (Londyn 2017)
- 1. miejsce podczas superligi drużynowych mistrzostw Europy (Bydgoszcz 2019)
- 5. miejsce podczas mistrzostw świata (Doha 2019)

W 2013 została wybrana najlepszą lekkoatletką w Europie.

## Rekordy życiowe
- bieg na 100 metrów przez płotki – 13,36 (2011) / 13,18w (2010)
- bieg na 300 metrów przez płotki – 38,16 (2013) – najlepszy wynik w historii światowej lekkoatletyki
- bieg na 400 metrów przez płotki – 52,83 (2013) – rekord Czech
- bieg na 400 metrów (hala) – 51,27 (2013)
- pięciobój lekkoatletyczny (hala) – 4453 pkt. (2011)